# Nekako s proljeća
Nekako s proljeća peti je album sarajevske grupe Crvena jabuka. Album je sniman u studiju Rockoko u Bošnjacima, u izdanju Jugotona 1991. Planiranu turneju za ovaj album je prekinuo raspad Jugoslavije. 

## Popis pjesama
1. "Moje najmilije"
2. "Da nije ljubavi"
3. "Nekako s proljeća"
4. "Pusti neka gori"
5. "6.00"
6. "100 pijanih noći"
7. "Da znaš da me boliš"
8. "Crvena jabuka"
9. "Hajde, dođi mi"
10. "Srce si mi slomila"
11. "Samo da me ne iznevjeriš ti"
12. "Nemoj da sudiš preoštro o meni"